# Anisoplia campicola
Anisoplia campicola är en skalbaggsart som beskrevs av Ménétriès 1832. Anisoplia campicola ingår i släktet Anisoplia och familjen Rutelidae. Inga underarter finns listade i Catalogue of Life.